# Meterfabriek
De Meterfabriek was een Nederlands metaalbewerkingsbedrijf dat vanaf 1858 gevestigd was te Dordrecht. De officiële naam was lange tijd Maatschappij ter vervaardiging van gasmeters en toestellen voor gasfabrieken, maar deze uitgebreide bedrijfsnaam werd in de praktijk amper gebezigd. 

## Oorsprong
Met de opkomst van de lichtgasfabricage in Nederland, in het midden van de 19e eeuw, ontstond ook behoefte aan reparatiemogelijkheden voor onderdelen zoals gasmeters. De gasfabricage was vooral ontwikkeld in Groot-Brittannië en daar kwamen ook de installaties grotendeels vandaan. Ook de eerste deskundigen zoals reparateurs van gasmeters waren vaak Brits, zoals de uit Birmingham afkomstige blikslager George Heeley die in 1858 een reparatiebedrijfje in de Mariënbornstraat in Dordrecht startte, in samenwerking met de particuliere gasfabriek ter plaatse, een samenwerking waar in 1870 een eind kwam na de overname van de gasfabriek door de gemeente. Hij ging na verloop van tijd ook nieuwe gasmeters vervaardigen.
In 1881 werd het bedrijf een filiaal van de Franse branchegenoot Compagnie des Compteurs Chamon te Parijs, waar zoon George jr. in de leer ging en vervolgens trouwde met de dochter van Chamon. De bedrijfsnaam werd gewijzigd in Maatschappij ter vervaardiging van gasmeters en toestellen voor gasfabrieken, en Heeley sr. werd in 1893 opgevolgd door J.F.H. Roll, die de zaak veertig jaar, samen met onder meer P.L. van de Polder leidde. Onder zijn bestuur bereikte de Meterfabriek een vooraanstaande positie binnen de Nederlandse gasbedrijven: zo'n 80% van de (munt)gasmeters kwam uit de Dordtse fabriek. Mede door mechanisering breidde de jaarproductie zich uit van circa 1500 gasmeters in 1870 tot 25.000 in 1900. Het aantal werklieden groeide van 175 in 1899 tot 260 in 1906. In 1898 verhuisde het bedrijf naar een groter terrein aan de Lijnbaan.

## Verbreding en groei
Het bedrijf paste zijn productiepakket aan, mede onder invloed van de opkomst van de elektriciteit en ging circa 1908 ook elektriciteitsmeters en in 1923 daarnaast ook watermeters maken. In 1913 werd een afdeling voor de vervaardiging van gasfabriekinstallaties (exclusief gashouders) opgericht.Verder was er een afdeling Ovenbouw die ovens voor chemische en technische doeleinden als houtskoolbereiding vervaardigde. Tijdens de Eerste Wereldoorlog werden tijdelijk draai- en revolverbanken vervaardigd, naast briketten- en eierkolenpersen voor de Staatsmijnen.De kennis op het gebied van gas en elektriciteit ging men na de Eerste Wereldoorlog gebruiken voor de vervaardiging van gas- en elektrische huishoudelijke apparaten als gaskomforen, gashaarden en -fornuizen naast stofzuigers (het eerste type onder de naam Typhoon in 1922, vanaf 1923 Excelsior). Deze nieuwe activiteiten leidden mede tot uitbreiding van het bedrijfsterrein, in 1926 werd het aangrenzende voormalige werfterrein van Huiskens & Van Dijk aangekocht, een jaar later nog een perceel. De Duitse bezetting leidde tot een aangepast productiepakket: naast revisie van oude stofzuigers rijwieldynamo's, kleine motoren en munitiehouders. Begin 1945 roofde de bezetter de onderneming leeg, inclusief machines en meetapparatuur.

## Neergang
Het naoorlogs herstel werd slechts tijdelijk getemperd door een uitslaande brand in april 1950 die onder meer de stofzuigerafdeling verwoestte. In de twee daarop volgende jaren vond een grote uitbreiding plaats aan bedrijfsruimte en dito personeel: medio 1952 850 personen. Bij het eeuwfeest, in 1958 waren er 700 mensen werkzaam. Net als veel Nederlandse productiebedrijven kwam men in de jaren zeventig in  wat stormachtig vaarwater. In 1971 ging het moederbedrijf op in het concern Schlumberger. In 1973 kwam het tot stopzetting van de afdeling gasfornuizen, in 1975 volgden ontslagen en werktijdverkorting voor de overgebleven 150 werknemers. Op 1 januari 1981 werd de naam van het bedrijf officieel gewijzigd in Meterfabriek Schlumberger BV. In juni 1981 verhuisde het bedrijf naar een nieuw onderkomen aan het industrieterrein Dordtse Kil, aan de Kamerlingh Onnesweg, In het complex met een totaal vloeroppervlak van 7500 m² werkten 250 personen.Er werden op deze locatie alleen nog gasmeters en -regelaars, water- en elektriciteitsmeters gefabriceerd.
Ondertussen was in 1961 een filiaal te Terneuzen opgericht, waarbij de bouw voor kosten van de gemeente kwam. Dit onderdeel fabriceerde de Excelsior stofzuigers. Het werd in 1973 onderdeel van het Franse Tornado en vervolgens van Electrolux. In sterk afgeslankte vorm werd het in 1979 toeleveringsbedrijf binnen dit concern.

## 21e eeuw
Na diverse overnames door de jaren heen besloot medio 2011 de toenmalige eigenaar Itron Inc. de productieactiviteiten in Dordrecht te stoppen. Door middel van een Management Buy Out nam gAvilar begin 2012 de productie van gasdrukregelaars, gasmeterbeugels en gasstations en 25 werknemers over. Per 1 juni 2016 heeft Anders Invest een meerderheidsbelang verworven in gAvilar B.V. te Dordrecht. In 2023 is het bedrijf actief met vijftig werknemers als specialist in regelapparatuur voor de distributie van (aard)gas en aanverwante stoffen, met naast levering van apparatuur ook assemblage van complete systemen, met de energiesector en industrie als klanten.